# Independența (okręg Călărași)
Independența – wieś w Rumunii, w okręgu Călărași, w gminie Independența. W 2011 roku liczyła 2115 mieszkańców.